# آتوسیبان
آتوسیبان (انگلیسی: Atosiban) یک مهار کننده هورمون های اکسی‌توسین و وازوپرسین است.  این دارو به عنوان یک داروی داخل وریدی به عنوان سرکوب کننده زایمان (توکولیتیک) برای متوقف کردن زایمان زودرس به کار می‌رود.